# استخوان‌های زیبا: تحقیق ساکوراکو
استخوان‌های زیبا: تحقیق ساکوراکو (به ژاپنی: 櫻子さんの足下には死体が埋まっている Sakurako-san no Ashimoto ni wa Shitai ga Umatteiru) یک مجموعه لایت نوول ژاپنی نوشته شیئوری اوتا و طراحی تتسوئو است که توسط کادوکاوا شوتن از سال ۲۰۱۳ در فرمت کادوکاوا بونکوبون منتشر می‌شود. بر اساس این رمان یک مجموعه تلویزیونی انیمه ۱۲ قسمتی نیز توسط استودیو تورویکا دستمایه اقتباس قرار گرفت، که از ۷ اکتبر تا ۲۳ دسامبر ۲۰۱۵ در شبکهٔ توکیو ام‌ایکس پخش شد.

## داستان
شوتارو تاتواکی یک دانش‌آموز دبیرستان معمولی است که به عنوان دستیار و همراه ساکوراکو کوجو به‌شمار می‌رود. ساکوراکو دختری فوق‌العاده زیبا در اواسط سنین بیست سالگی از خانواده‌ای ثروتمند است که علاقهٔ زیادی به استخوان‌های زیبا دارد. این دو در شهر آساهیکاوا، هوکایدو زندگی می‌کنند و هر دوی آن‌ها در طی داستان، درگیر حوادث مختلفی در مورد استخوان‌ها می‌شوند.